# 维拉蒂库拉姆
维拉蒂库拉姆（Vilathikulam），是印度泰米尔纳德邦Toothukudi县的一个城镇。总人口13540（2001年）。

## 人口
该地2001年总人口13540人，其中男性6800人，女性6740人；0—6岁人口1684人，其中男877人，女807人；识字率72.22%，其中男性为77.28%，女性为67.12%。